# Jinghpo
Cet article concerne la langue jinghpo. Pour le peuple jingpo, voir Jingpo.
Le jinghpo (ou kachin) est une langue tibéto-birmane appartenant à la sous-famille jinghpo-bodo-konyak (kachinique). C'est une langue à tons. L'ethnie Jingpo, ou Kachin (ka khrang en birman) est écartelée entre le Yunnan en Chine, l'état Kachin de la Birmanie et la Thaïlande. Elle contient outre les locuteurs du jinghpo, des locuteurs de langues lolo-birmanes ayant adopté la structure sociale des Jinghpo.
Les Turung de l'Assam en Inde parlent un dialecte jingpho mêlé de mots tai le singpho.
La langue jinghpo a une morphologie verbale qui marque le sujet et l'objet  dans la conjugaison. Voici un exemple de paradigme verbal intransitif (les tons ne sont pas marqués), le verbe « être »  rai  :
| Jinghpaw alphabet |         |           |         |         |
| A ʔà              | Ă ʔa̰    | E ʔɛ̰      | Ē ʔɛ̀    | È ʔɛ́    |
| I ʔì              | O ʔɔ̀    | U ʔù      | AI ʔàɪɴ | AU ʔáʊɴ |
| AW ʔɔ́             | OI ʔʊ̀ɛ́  | B ba̰      | CHY t͡ɕa̰ | D da̰    |
| G ɡa̰              | GY ɡa̰ja̰ | H ha̰      | J d͡ʑa̰   | K ka̰    |
| KY ka̰ja̰           | HK kʰa̰  | HKY kʰa̰ja̰ | L la̰    | M ma̰    |
| N na̰              | NG ŋa̰   | NY ɲa̰     | P pa̰    | HP pʰa̰  |
| HPY pʰa̰ja̰         | R ja̰    | S sʰa̰     | SH ʃa̰   | T ta̰    |
| TS sa̰             | HT tʰa̰  | W wa̰      | Y ja̰    | Z za̰    |

| personne et nombre | présent    | passé          |
| 1sg                | rai n ngai | rai sa ngai    |
| 2sg                | rai n dai  | rai sin dai    |
| 3sg                | rai ai     | rai sai        |
| 1pl                | rai ga ai  | rai sa ga dai  |
| 2pl                | rai ma dai | rai ma sin dai |
| 3pl                | rai ma ai  | rai ma sai     |